# Немиринці (Миролюбненська сільська громада)
Неми́ринці — село в Україні, у Миролюбненській сільській громаді Хмельницького району Хмельницької області. Населення становить 359 осіб. До 2020 орган місцевого самоврядування — Немиринецька сільська рада. У селі є Немиринецька ЗОШ І-ІІІ ступинів, у якій навчаються 113 дітей.

## Населення

### Мова
Розподіл населення за рідною мовою за даними перепису 2001 року:
| Мова       | Відсоток |
| ---------- | -------- |
| українська | 96,94%   |
| російська  | 2,51%    |
| інші       | 0,55%    |

## Уродженці села
- Чорна Марія Урванівна — кавалер ордена Леніна. Народилась 4 серпня 1931 року. Навчалась у професійно-технічному училищі текстильників у м. Чернівці. Працювала на бавовнопрядильній фабриці № 9 текстильного комбінату. У 1971 р. нагороджена орденом Леніна. Викладала у Чернівецькому професійно-технічному училищі № 8. Номінат енциклопедичного видання «Вони прославили Буковину». — Чернівці : Черемош, 2010. — С. 328. — ISBN 978-966-181-049-4.